# Корчинський Мирослав Титович

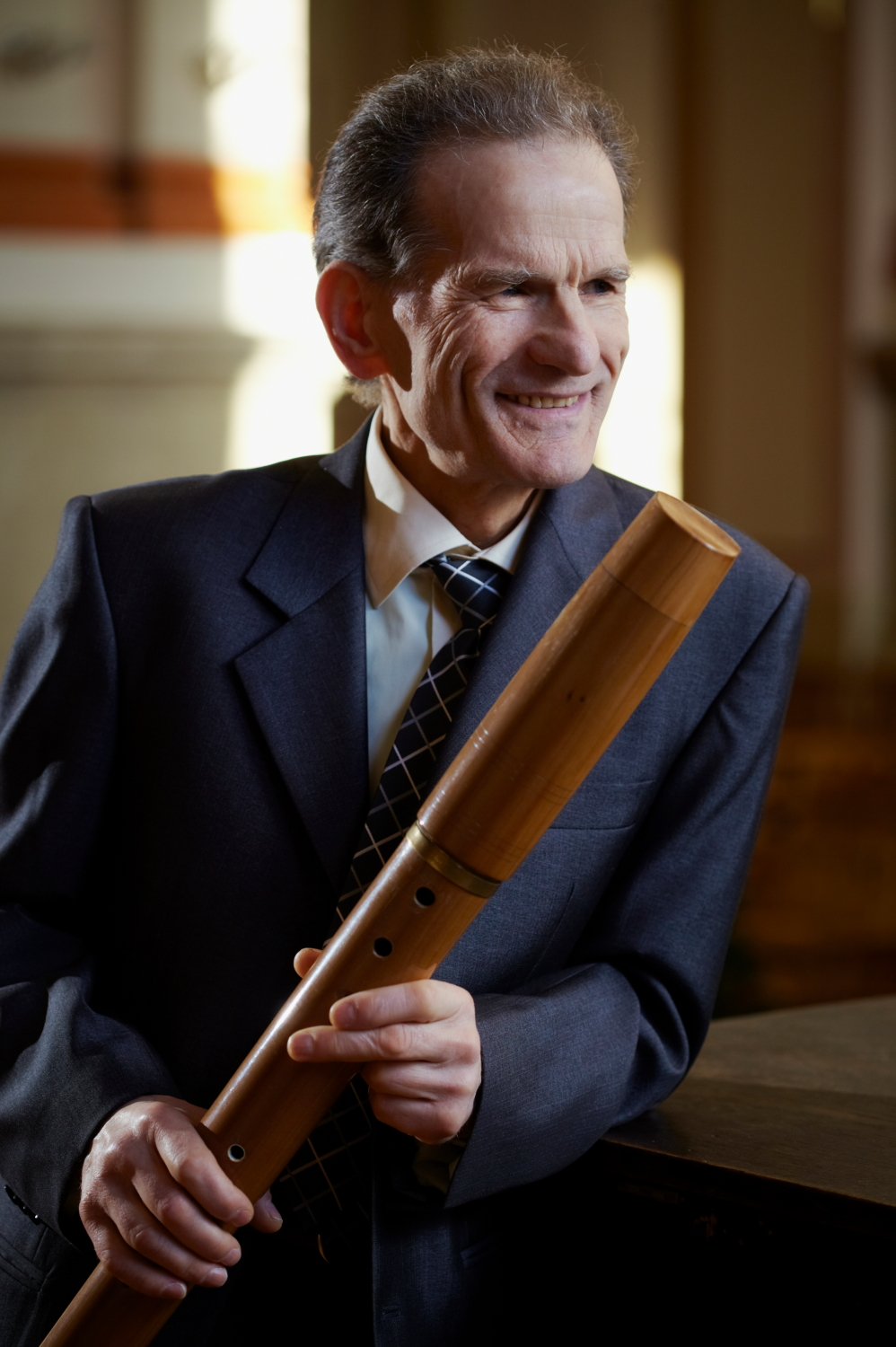
Мирослав Корчинський із басовою хроматичною поздовжньою флейтою / сопілкою, створеною за його ініціативою 1990 майстром музичних інструментів Петром Малиновським у Києві (на базі Національного академічного оркестру народних інструментів України).

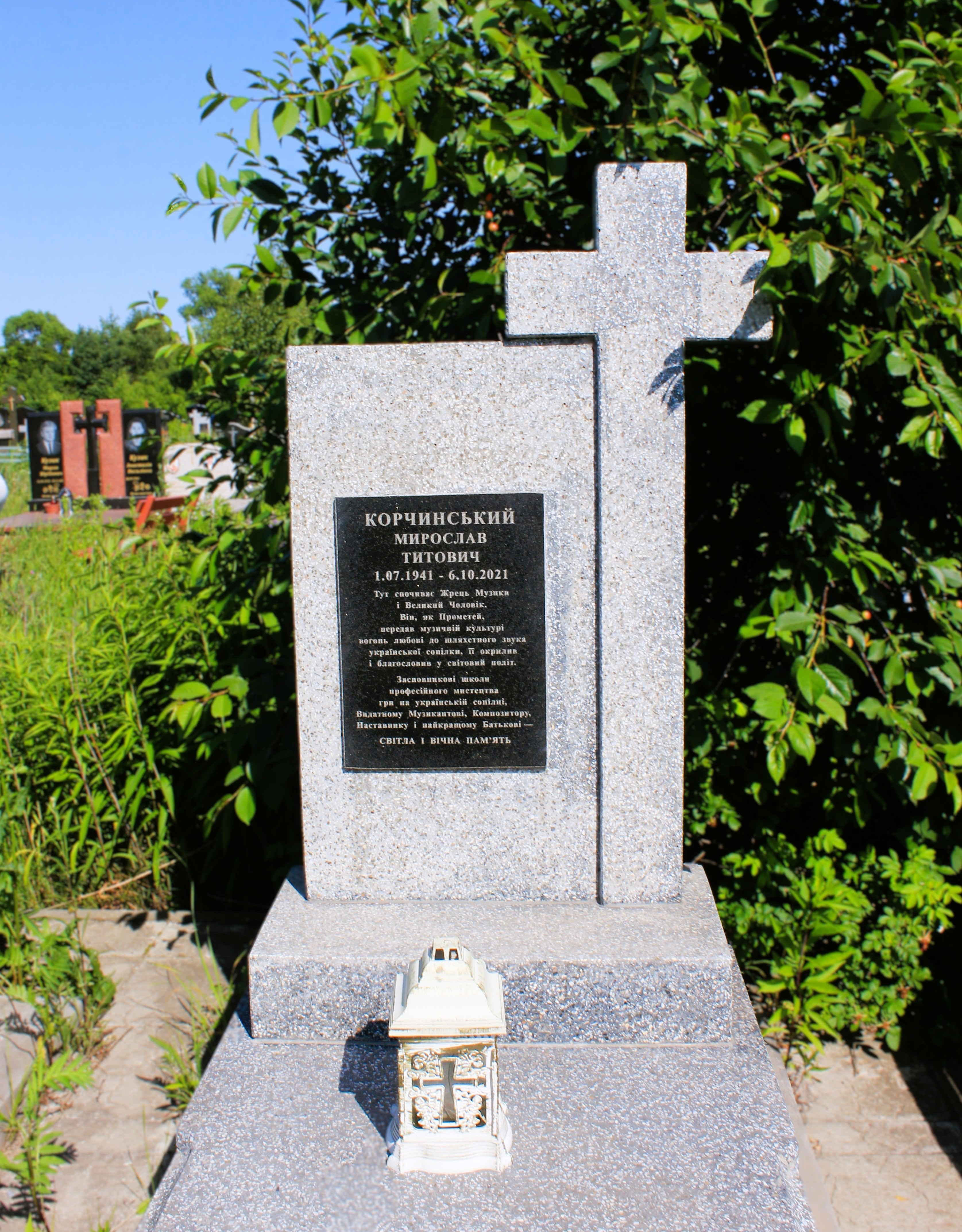
Надгробок Мирослава Корчинського — композитора, педагога, сопілкаря, заслуженого діяча мистецтв України, професора ЛНМА.

Мирослав Титович Корч́инський (1 липня 1941, с. Крушельниця, Сколівський район Львівська область — 7 жовтня 2021, м. Львів) — композитор, педагог, сопілкар, баяніст. Заслужений діяч мистецтв України (2011), засновник Львівської школи професійного сопілкового виконавства, професор Львівської національної музичної академії імені М. В. Лисенка (2010).

## Біографія
Мирослав Титович Корчинський народився 1 липня 1941 року в с. Крушельниця Сколівського району Львівської області. У 1965 році здобув першу освіту у Львівській консерваторії по класу баяна (викладач Анатолій Онуфрієнко), а у 1969 р. закінчив клас композиції Мирослава Скорика та Станіслава Людкевича.
З 1968 року викладає у Львівській консерваторії на кафедрах народних інструментів, теорії і композиції, оркестрового диригування. За сумісництвом у 1959—1960 рр. працював баяністом ансамблю пісні і танцю «Верховина» (м. Дрогобич, Львівська обл.), викладав у Львівському культурно-освітньому училищі (1965—1968 рр.). З 1973 року — член Національної спілки композиторів України, з 1983 року — член правління Львівської організації Спілки композиторів України, у 1995—2001 рр. — голова Львівського обласного відділення Національної всеукраїнської музичної спілки.
Лауреат Республіканського конкурсу на кращу пісню (1987, перша премія).
Мирослав Корчинський ініціював перетворення традиційної сопілки у академічний і артистичний інструмент — українську хроматичну поздовжню флейту (патент на винахід належить Дмитрові Демінчуку). Композитор виборов право на академізацію цього інструмента по всій освітній вертикалі: від музичної школи до музичних закладів найвищого рівня[відсутнє в джерелі]. Українська хроматична поздовжня флейта (обігова назва — сопілка) стала останнім з ряду традиційних інструментів, які увійшли у вищі навчальні музичні заклади України. У порівнянні ж із іншими українськими національними інструментами (бандурою, цимбалами), класи яких відкривалися від початку XX століття один за одним у різних містах, центр професійної сопілкової освіти, що передає європейські виконавські стандарти, був закладений і розвинений на базі власне авторської виконавської школи Мирослава Корчинського у Львові.
У 1971 р. Мирослав Корчинський ініціював створення експериментального класу сопілки на базі кафедри народних інструментів Львівської консерваторії ім. М. Лисенка, який проіснував до 1976 року. У 1980 році у Львівській ДМШ № 2 відкрився спеціальний клас сопілки. А у 1990 р. на кафедрі народних інструментів Львівської консерваторії ім. М. Лисенка було знову відновлено спеціальний клас сопілки (сопранової, альтової, тенорової) та фрілки.
Мирослав Корчинський став організатором першого в системі музичної освіти оркестру українських народних інструментів (1970), засновником першого в Україні професійного ансамблю сопілкарів «Дудаліс» (1980), тепер ансамбль Львівської національної філармонії ім. М. Скорика «Virtuoso quartett Dudalis».
Мирослав Корчинський є також ініціатором розробки сопілки-баса (1990 р.); творцем нової композиторської техніки — вертикально-поліфонічного двоголосся, втіленої у його Етюд-каноні і Етюді-вокалізі; автором творів у манері реставративної композиції, представлених, зокрема, твором «Партесна сюїта» на основі прикладів з трактату «Граматика музикальна» Миколи Дилецького, ірмолой «Всяко диханіє да хвалить Господа» (для квінтету сопілок).
Наукова творчість Мирослава Корчинського присвячена висвітленню історії української поздовжньої флейти, а також її осмислення, як нового елемента культури в якості академізованого інструмента. Композитору належать перші фундаментальні методичні праці, присвячені хроматичній поздовжній флейті (десятиотвірній хроматичній сопілці).
Серед учнів: Роман Дверій, Божена Корчинська, Р. Кубович, Б. Гаранджа, С. Максимів.
Похований на 70 полі Голосківського цвинтаря.

## Твори
У творчому доробку — камерна, інструментальна та вокальна музика:
- вокальні та хорові твори з оркестром — «Весняне рондо малюків» (1967, сл. Володимира Ладижця), «Журба Дідони» (1970, сл. Івана Котляревського), «Ми ступаєм до бою нового» (1981, сл. Івана Франка; 2-а ред. — 2002), ораторія «Мандрівка по Львову» (1977, за Марією Хоросницькою);
- для скрипки і фортепіано — «Пісня-поема» (1965; 2-а ред. — 1983), Сонатина (1969);
- для фортепіано — «Вальс», «Присвята» (обидва — 1966), Фуга на тему Жуля Массне (1967);
- для баяна — парафраз «Сусідка» (1965; 2-а ред. — 1992);
- для бандури з троїстою музикою — «Концертна імпровізація в народних ладах» (1980);
- для сопілки та сопілкових ансамблів — «Вівчарський триптих» (зі скрипкою і педальним барабаном), «Дві народні мелодії» (сопілка з бандурою; обидва — 1976), «Сюїта на українські теми пам'яті Якова Орлова» (1982, для квартету сопілок з дзвіночками), «Партесна сюїта [Архівовано 6 лютого 2021 у Wayback Machine.]» для сопілкового квінтету на основі прикладів трактату «Граматика музикальна» Миколи Дилецького, Парафраз на хорову тему Євгена Козака «Коломийка», «Казка про ненькову сопілку і батіжок» (для альтової сопілки соло), ірмолой «Всяко диханіє да хвалить Господа» (2010, для квінтету сопілок), 11 методичних етюдів для сопілки (2008)
- солоспіви на слова Олександра Олеся: «Жита», «В дитинстві ще давно колись»; Володимира Лучука: «Втік зелений олівець»;
- інструментальні та вокальні обробки народних пісень.

### Вибрані публікації
- М. Корчинський. 11 методичних етюдів для сопілки. — Львів : Сполом, 2009. — 79 с.
- Академічне сопілкарство – предмет мистецтва і науки // Студії мистецтвознавчі. — 2009. — № 4(28). — С. 48-53. Архівовано з джерела 22 березня 2022. Процитовано 30 січня 2021.
- Технічна майстерність сопілкаря як складова технології виконавства // Вісник Прикарпатського університету. Мистецтвознавство. — 2012-2013. — Вип. 26-27. — С. 163-166.
- Спроба історичного вивчення сопілки // Наукові збірки ЛДМУ ім. М. Лисенка. — 2006. — Вип. 11. — С. 154—157.